# Totalvision
Totalvision wurde in der DDR als eigenes anamorphotisches Verfahren für Breitbildformat-Kinofilme entwickelt.

## Geschichte
Bereits ab 1956 stand mit dem „Prokimaskop“ von Carl Zeiss Jena ein anamorphotisches Objektiv für Filmprojektoren zur Verfügung, mit dem sich ausländische Breitwandfilme ohne die Notwendigkeit hoher Lizenzgebühren vorführen ließen. Zeitgleich entwickelte man auch Aufnahmeoptiken für Filmkameras. Der Projektions-Anamorphot wurde als „Rectimaskop“ bezeichnet und stammte von den Rathenower Optischen Werken. Technik und Filmformat entsprachen weitestgehend dem lizenzpflichtigen CinemaScope der 20th Century Fox und waren damit kompatibel.
Am 2. Mai 1957 bei der Wiedereröffnung des Berliner Lichtspieltheaters Colosseum mit dem DEFA-Spielfilm Mazurka der Liebe kam dieses Format erstmals als eigenständige Produktion zum Einsatz.

## DEFA-Filme

### Farbfilme
- 1957: Mazurka der Liebe
- 1957: Spielbank-Affäre
- 1958: Die Elenden
- 1960: Der schweigende Stern
- 1960: Die schöne Lurette
- 1961: Eine Handvoll Noten
- 1962: Revue um Mitternacht
- 1964: Mir nach, Canaillen!
- 1965: Eine schreckliche Frau
- 1965: … nichts als Sünde
- 1966: Die Söhne der großen Bärin
- 1966: Reise ins Ehebett
- 1966: Schwarze Panther
- 1967: Hochzeitsnacht im Regen
- 1967: Meine Freundin Sybille
- 1967: Chingachgook – Die große Schlange
- 1967: Frau Venus und ihr Teufel
- 1968: Heißer Sommer
- 1968: Spur des Falken
- 1969: Jungfer, Sie gefällt mir
- 1969: Im Himmel ist doch Jahrmarkt
- 1969: Mit mir nicht, Madam!
- 1969: Weiße Wölfe
- 1969: Zeit zu leben
- 1970: Meine Stunde Null
- 1970: Hart am Wind
- 1970: Tödlicher Irrtum
- 1971: Du und ich und Klein-Paris
- 1971: Anflug Alpha 1
- 1971: Husaren in Berlin
- 1971: Osceola
- 1972: Schwarzer Zwieback
- 1972: Die gestohlene Schlacht
- 1972: Tecumseh
- 1972: Reife Kirschen
- 1973: Nicht schummeln, Liebling!
- 1973: Apachen
- 1974: Ulzana
- 1978: Anton der Zauberer
- 1990: Wenn du groß bist, lieber Adam
- 1991: Das Kleid

### Schwarzweißfilme
- 1958: Das Lied der Matrosen
- 1961: Mutter Courage und ihre Kinder
- 1961: Der Traum des Hauptmann Loy
- 1962: Wenn Du zu mir hältst
- 1963: Nebel
- 1963: Nackt unter Wölfen
- 1963: For Eyes Only
- 1963: Jetzt und in der Stunde meines Todes
- 1964: Preludio 11
- 1964: Schwarzer Samt
- 1964: Alaskafüchse
- 1964: Der geteilte Himmel
- 1964: Das Lied vom Trompeter
- 1964: Der fliegende Holländer
- 1965: Chronik eines Mordes
- 1965: Terra Incognita
- 1965: Lots Weib
- 1965: Solange Leben in mir ist
- 1965: Die besten Jahre
- 1966: Spur der Steine
- 1967: Die gefrorenen Blitze
- 1967: Brot und Rosen
- 1968: Heroin
- 1968: Wir lassen uns scheiden
- 1968: Der Mord, der nie verjährt
- 1968: Mord am Montag
- 1968: Abschied
- 1968: Die Toten bleiben jung
- 1968: 12 Uhr mittags kommt der Boß
- 1969: Verdacht auf einen Toten
- 1971: Kennen Sie Urban?
- 1971: Karriere
- 1990: Karla
- 1990: Denk bloß nicht, ich heule